# Monigo
Monigo è un sobborgo di Treviso, a circa 3 km verso nord-ovest rispetto al centro storico. Vi sorge lo stadio comunale in cui gioca il Benetton Rugby.

## Storia
Il toponimo, anticamente scritto Maunicus, potrebbe derivare da malus vicus ("luogo malsano") per la presenza di acquitrini. In effetti, ancor oggi la zona si caratterizza per la ricchezza di corsi d'acqua e risorgive.
La vicinanza a Treviso, antico municipium, spiega i rinvenimenti di reperti risalenti all'età romana.
Un documento del 762 ricorda che alcune proprietà di «Molenego o Mulinego» erano state donate ai monasteri di Sesto al Reghena e di Salt del Torre; non è tuttavia chiaro se la località in questione fosse effettivamente l'attuale Monigo o Moniego di Noale.
Come riportato in un documento del 1315, la regula de Maunigo con la sua chiesa filiale dipendeva dalla pieve di San Cassiano di Quinto; questa istituzione doveva provvedere al mantenimento delle tre importanti arterie stradali che conducevano rispettivamente ad Asolo, a Bassano e a Paese.
Nel medioevo esisteva pure una famiglia, detta appunto Monigo, che teneva alcuni feudi nella zona.
Fino al 1920 fece parte del comune di Paese.
Durante la seconda guerra mondiale Monigo fu tristemente noto per la presenza di un campo di concentramento destinato ai prigionieri civili sloveni e croati.
Solo di recente Monigo ha visto un notevole sviluppo edilizio che l'ha integrata appieno nella conurbazione trevigiana.

## Monumenti e luoghi d'interesse
Esiste a sud est di Monigo un laghetto (noto ai locali come "le fontanelle") costituito unicamente di acque risorgive che danno vita al fiume Cerca. Detto fiume diventa, 4 chilometri a sud, un affluente del fiume Sile. 

### Chiesa parrocchiale
La chiesa originale sarebbe sorta attorno all'anno 1000 ma la prima citazione è del 1154. Nei documenti veniva indicata come Sant'Elena di Treviso per distinguerla da numerose altre chiese omonime. Nel 1788, mentre costruiva l'abitazione per un cappellano, il parroco De Gobbis individuò i resti di alcuni edifici e dell'antica chiesa. Tuttavia sappiamo che nel 1330 la costruzione si trovava nello stesso luogo in cui è oggi. Nel 1575 fu ricostruita e nel corso del XVIII secolo fu più volte restaurata. L'ultimo intervento di restauro fu eseguito negli anni '90 ad opera del parroco don Egidio Danieli.
L'attuale edificio conserva una pala con la Madonna del Rosario (1822) attribuita a Gian Battista Carrer; l'affresco del soffitto è opera di Giovanni De Min (1842) il coro fu affrescato tra il 1908 e il 1909 da Antonio Beni. L'organo è stato costruito da Giovanni Battista De Lorenzi di Vicenza nel 1845, ed è collocato su cantoria sopra la porta centrale della chiesa. 
La parrocchia di Monigo dipende dal vicariato Urbano della diocesi di Treviso.

### Villa Maffetti, Scarpa, Nicoletti
Nel comune di Treviso, zona Monigo, lungo l'antica Cal Trevisana e all'interno di un pregevole parco di tre ettari contornato da una mura in ciottoli e mattoni, si trova il complesso costituito da villa con barchessa e cappella privata.
Gli accessi alla proprietà sono numerosi: sul lato est si affacciano tre eleganti cancellate in ferro battuto, rette da pilastri a finto bugnato con vasi barocchi lapidei in sommità; a ovest vi è un'altra cancellata; infine, sui lati lunghi della proprietà, paralleli al fronte est, due viali portano ad altrettante edicole inquadrate da paraste e trabeazioni al cui interno vi è una nicchia affrescata con scene di vita in un giardino settecentesco.
Il complesso sembra essere stato edificato nel 1650 circa per i Maffetti, in quanto storicamente non risulta la sua appartenenza ai Manolesso Ferro. Passò a numerosi discendenti della famiglia, fino al 1837 quando, secondo il catasto austriaco, risultò essere proprietà di Giuseppe Scarpa. Nel 1935 andò all'I.R.E. di Venezia e nel 1978 fu acquistato dalla famiglia Nicoletti. Nel 1825 circa la villa fu sottoposta al restauro dei dipinti interni e di alcune parti esterne.
Il corpo padronale è sviluppato su tre piani con un rialzo timpanato al centro dei due fronti principali. Sopra l'ingresso rifinito a bugnato, aggetta il poggiolo con balaustra sul quale affaccia una trifora centinata; nel timpano superiore, rifatto nell'800, tre finestre rettangolari con poggioli. Le finestre laterali, un tempo ad arco, sono ora parzialmente occluse, sormontate da una raffinata cimasa e una breve cornice.
L'impianto della villa conserva ancora la struttura originale con la classica sala centrale passante e quattro stanze più il vano scale ai lati. Notevole l'apparato decorativo: dipinti, pavimenti originali in pastellone veneziano ancora presenti nel piano nobile, soffitti alla sansovina e portali a bugnato all'imbocco delle scale. Interessanti e ben conservati gli affreschi barocchi e settecenteschi sui sovraporta, attorno ai caminetti, alle pareti - costituiti da fasce basamentali, cornici sommitali e dipinti monocromi -, e sul soffitto del salone del piano nobile dove sono visibili tre lacunari raffiguranti scene mitologiche.
Accanto alla villa, a ovest, sorge la barchessa con l'arioso portico, organizzata internamente su due livelli e un tempo utilizzata come scuderia e granaio. All'estremità est della proprietà, lungo la strada, si trova la classica chiesetta della metà del '700 che conserva all'interno un altare in marmo, una pala di buona fattura e la tomba di Elisabetta Maffetti.

## Sport

### Impianti sportivi

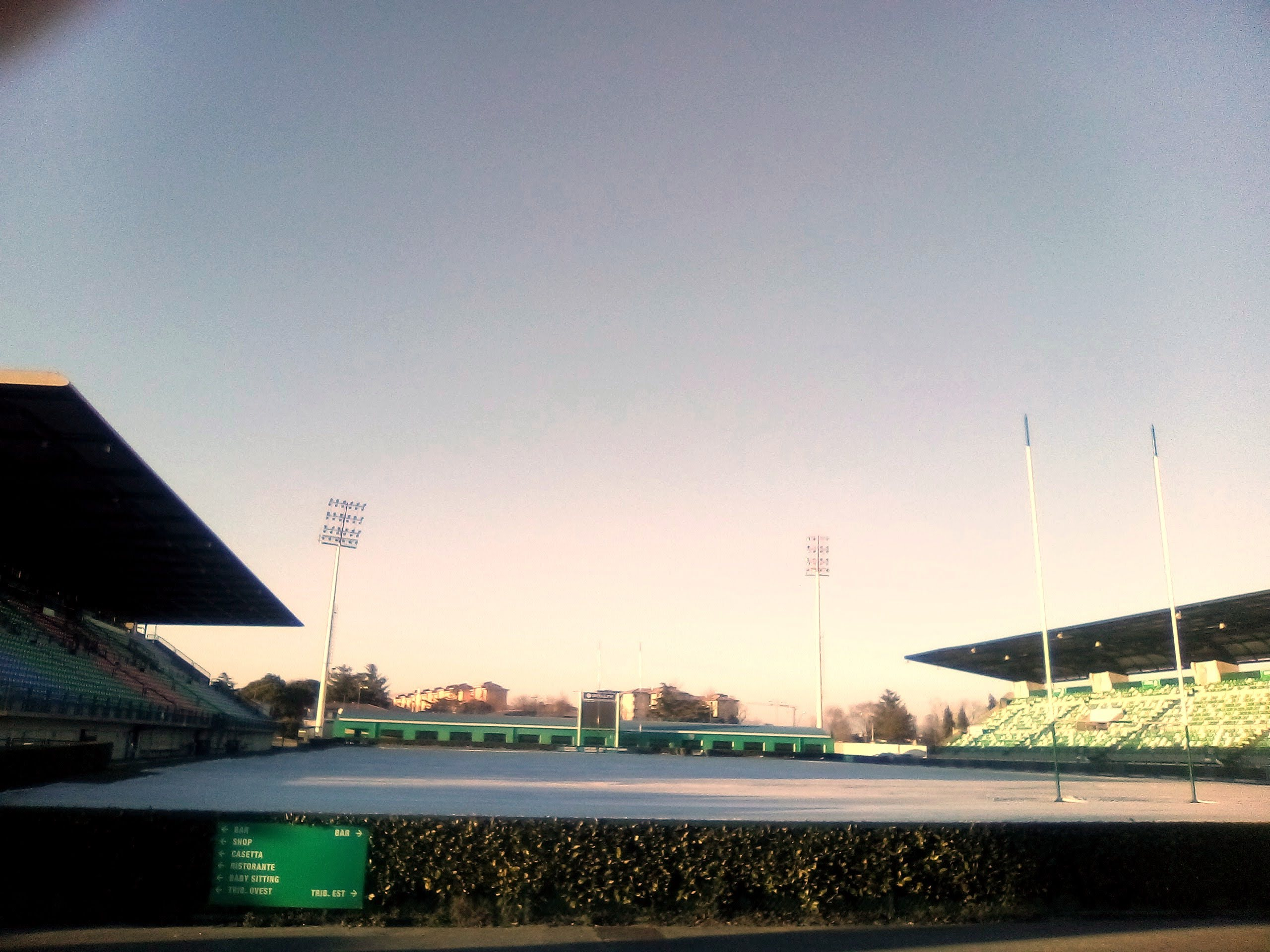
stadio di rugby

Tra gli impianti sportivi, vanno citati stadio Comunale di Monigo, in cui si giocano le partite di rugby. È stato costruito ed inaugurato nel 1973 e ha una capienza di 5.000 posti, 2.700 nella tribuna ovest, 2.300 nella tribuna est. Entrambe le tribune sono provviste di copertura.